# Anisota finlaysoni
Espèce
 Anisota finlaysoni  est une espèce de lépidoptère appartenant à la famille des Saturniidae. Cette espèce est originaire du sud du Canada. Son aire de répartition semble limitée au sud de l'Ontario.